# Pillomena meraca
Pillomena meraca är en snäckart som först beskrevs av Cox och Hedley 1912.  Pillomena meraca ingår i släktet Pillomena och familjen Charopidae. Inga underarter finns listade i Catalogue of Life.